# Ania Dąbrowska
Anna Monika Dąbrowska (Chełm, el 7 de enero de 1981), conocida como Ania Dąbrowska o Ania, es una cantante polaca, compositora y autora de letras. 
Miembro de la Academia Fonográfica ZPAV. Saltó a la fama en 2004 con su álbum debut Samotność po zmierzchu (Soledad después del crepúsculo) que recibió buenas críticas. Su segundo disco Kilka historii na ten sam temat (Unas cuantas historias sobre el mismo tema) de 2006 fue el primer que hacía referencia a la música polaca de los años 60. Ania continuó con esa idea en sus dos siguientes álbumes. La cantante ha lanzado seis álbumes de estudio, de los cuales cinco llegaron al número uno del listado de álbumes más vendidos en Polonia (OLiS), convirtiéndose así en Discos de Platino (doble en caso de Dla naiwnych marzycieli (Para los señadores ingenuos)). Con 34 nominaciones y 9 estatuillas Fryderyk es una de las cantantes más nominadas para este premio polaco. Hasta 2011 las ventas de sus discos superaron 250 mil de ejemplares. Desde abril de 2015 graba para Sony Music.   

## Biografía

### Infancia e inicios artísticos
Empezó su educación musical durante su adolescencia. Cuando iba a la escuela secundaria simultáneamente acudía a un conservatorio a la clase de contrabajo. Por un tiempo tocaba bajo eléctrico. Estudió psicología en la Universidad de Ciencias Sociales y Humanidades en Varsovia. 

### Carrera musical
Por un tiempo tocaba bajo eléctrico y era la cantante del grupo 4 Pory RoQ con el cual participó en algunos concursos. Actuó entre otros en el Festival de Poesía Cantada y en el Festival de la Canción Francesa en Polonia. En 2002 participó en el talent show Idol en el cual quedó en el octavo lugar. Después colaboraba con otros cantantes polacos como Andrzej Smolik y Krzysztof Krawczyk cantando coros en ocho canciones del disco de Krawczyk ...bo marzę i śnię (...porque sueño y tengo sueños). En 2003 fue invitada para el proyecto SI031, en el que cantó en tres canciones y participó en la grabación del vídeo Trzynastka (La Trece). En el mismo año en las emisoras de radio sonó su primer sencillo I see que no ganó mucha popularidad. 

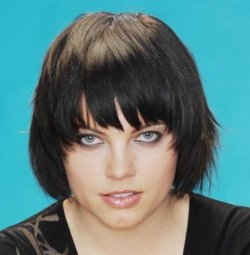
Ania Dąbrowska, 2008

Al principio del año 2004 lanzó su primer disco de estudio Samotność po zmierzchu (Soledad después del crepúsculo), producido por Bogdan Kondracki. El álbum recibió muy buenas críticas. Su estreno fue precedido por el sencillo Tego chciałam (Eso quería) que tuvo mucho éxito. En el mismo año la cantante participó en el concurso del Festival Nacional de la Canción Polaca en Opole en la categoría del mejor estreno, con la canción Glory. Otros sencillos del álbum Charlie, Charlie y Inna (La otra) fortalecieron su posición en el mercado musical en Polonia. Su álbum debut se convirtió en el Disco de Oro con más de 40,000 copias.
En 2005 Dąbrowska ganó el premio de Empik y también tres estatuillas Fryderyk. Gracias a las buenas ventas de su primer disco participó en el tercer Festival Sopot Toptrendy, en el cual interpretó sus tres canciones más populares: Tego chciałam (Eso quería), Tylko słowa zostały (Solo quedaron palabras) y Charlie, Charlie. 
En 2006 cantó en el álbum Unhappy Songs del proyecto Silver Rocket, y apareció como invitada en dos videos musicales de este álbum. Al cabo de dos años y medio de su debut, Ania Dabrowska lanzó su segundo disco Kilka historii na ten sam temat (Unas cuantas historias sobre el mismo tema). Con ese disco hizo una referencia a la música popular polaca de las décadas de 1960 y 1970, lo que subrayó también con su imagen visual. El primer sencillo que promovió el disco Trudno mi się przyznać (No puedo admitirlo) ganó mucha popularidad. También el siguiente Czekam... (Espero...), que fue emitido al principio de 2007, la consiguió. El disco recibió  críticas favorables y  llegó al éxito aún mayor que el primero. Un mes y medio después del estreno, se convirtió en un Disco de Platino.
El éxito del segundo disco fue confirmado en Festival Sopot Toptrendy de 2007. El mismo año la cantante recibió un premio en la categoría Álbum del año en la gala de los Premios Eska Music Awards. También fue nominada para el MTV Europe Music Award como la mejor artista polaca. En octubre de 2007 Ania comenzó una gira que coincidió con el lanzamiento de la nueva edición del álbum doble Kilka historii na ten sam temat (Unas cuantas historias sobre el mismo tema).

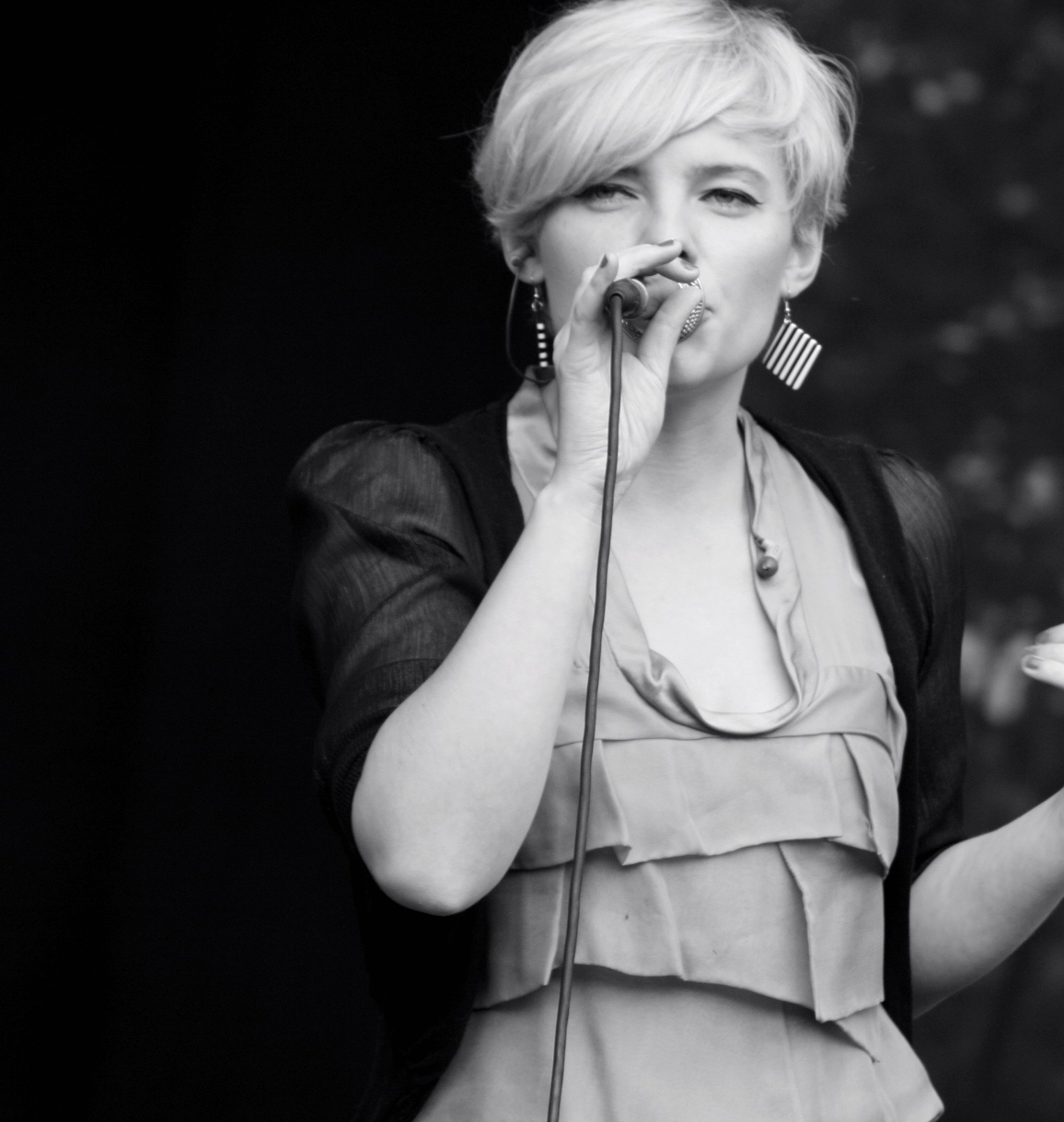
Ania Dąbrowska, 2009

En junio de 2008 apareció el tercer disco de Ania Dąbrowska W spodniach czy w sukience? (¿Pantalones o vestido?). Durante la grabación del disco la cantante colaboró entre otros con Leszek Możdżer y Daniel Bloom. El disco imitó los temas y el estilo retro de los años 1960 iniciados en el álbum anterior, lo que se convirtió en una seña de identidad de la principiante artista. El tercer álbum resultó ser un éxito comercial y artístico (después de cuatro días obtuvo el estatus de un Disco de Oro, y posteriormente se convirtió en un Disco de Platino), aunque no todos los críticos compartían la misma opinión. Para la promoción del disco eligieron la canción Nigdy więcej nie tańcz ze mną (Nunca más bailes conmigo). La grabación triunfó en la lista de éxitos musicales. En agosto la cantante pariticipó en el concurso del Hit Polaco del Verano (Polski Hit lata) durante Sopot Hit Festival. El segundo sencillo fue W spodniach czy w sukience (¿Pantalones o vestido?), y el tercero Smutek mam we krwi (La tristeza la llevo en la sangre). El álbum tuvo éxito con más de 50.000 copias vendidas. En otoño Ania Dąbrowska empezó una gira que fue patrocinado por la marca Nissan Micra. 
En 2009 Dąbrowska recibió ocho nominaciones para los Fryderyk 2009. Sin embargo, finalmente no ganó ninguna estatuilla. En junio participó en Festival Sopot Toptrendy de 2009 y consiguió el tercer puesto entre los artistas que vendieron más discos en el año anterior. También, por cuarta vez, fue nominada para el premio MTV en la categoría del mejor cantante polaco. El mismo año colaboró con el grupo francés Nouvelle Vague, con quienes grabó su propia versión de la canción Johnny and Mary de Robert Palmer. Esta canción apareció en la edición polaca del álbum 3 de Nouvelle Vague. En otoño apareció el sencillo Nigdy nie mów nigdy (Nunca digas nunca) como promoción de la película con el mismo título dirigido por Wojciech Pacyna. 

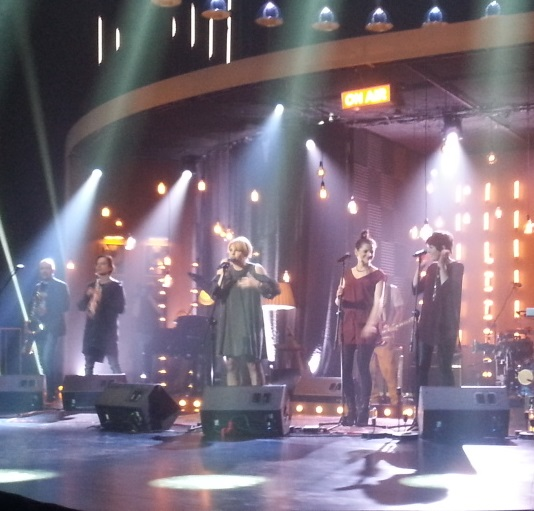
Ania Dąbrowska durante la presentación en la gala "Empik 2016 bestsellers", febrero de 2017

En abril de 2010 lanzó su cuarto disco Ania Movie que consta de covers de las canciones de películas y series clásicas. Según lo anunciado era el último disco de estilo retro. El álbum también resultó un gran éxito para la cantante manteniendo su posición en la cima de la lista de álbumes más vendidos en Polonia (OLiS) durante 7 semanas y vendiendo más que 50 mil copias. El primer videoclip fue el de la canción Bang Bang (My Baby Shot Me Down) de Cher y el segundo de Silent Sigh de la película About a Boy. La gira planeada para la primavera fue pospuesta por la catástrofe aérea en Smolensk y por el mal estado de salud de la cantante. Además, en julio de 2010 de su relación con Paweł Jóźwicki nació su hijo Stanisław. 
En 2012 participó en la grabación de la canción Niebieski parasol (Un paraguas azul) lanzada en el álbum Dziecko szczęścia (Un niño afortunado) de Krzysztof “Kielich” Kieliszkiewicz, el bajista del grupo Lady Pank. En octubre la cantante estrenó su quinto disco Bawię się świetnie (Me lo paso muy bien) que se convirtió en el disco de platino en apenas dos meses. El álbum fue promovido por las canciones Bawię się świetnie (Me lo paso muy bien) y Jeszcze ten jeden raz (Una vez más). 
El 4 de marzo de 2016, después de 4 años, en las tiendas apareció un disco nuevo de la cantante Dla naiwnych marzycieli (Para los soñadores ingenuos). En septiembre Ania fue nominada para el premio MTV Europe Music Awards 2016 en la categoría El mejor artista polaco.
A principios del 2017 lanzó el sencillo ''Porady na zdrady (Dreszcze)'' (''Consejos para la infidelidad'') que promovía la película del mismo título de Ryszard Zatorski. El 10 de noviembre de 2017 estrenó su primer álbum recopilatorio ''The Best of'' incluyendo todas las canciones más populares de Dąbrowska y un nuevo sencillo ''Z tobą nie umiem wygrać'' (''Contigo no sé ganar''). El sencillo fue primero en la lista AirPlay y el álbum ganó la tercera posición en la lista de álbumes más vendidos en Polonia (OLiS).

### Vida privada
Nació el 7 de enero de 1981 en Chełm, tiene una hermana. Cuando tenía once años, su padre murió.
Tiene dos hijos: Stanisław y Mela de la relación con Paweł Jóźwicki.

## Discografía

### Álbumes de estudio
| Título                                                                    | Detalles | Núm. | Ventas         | Certificaciones   |
| Título                                                                    | Detalles | POL  | Ventas         | Certificaciones   |
| ------------------------------------------------------------------------- | --- | ---- | -------------- | ----------------- |
| Samotność po zmierzchu                                                    | - Lanzamiento: 23 de febrero de 2004 - Sello: BMG Poland - Formatos: CD(+CD), LP, descarga digital                     | 1    | - POL: 50,000+ | - POL: Oro        |
| Kilka historii na ten sam temat                                           | - Lanzamiento: 16 de octubre de 2006 - Sello: Sony BMG Music Entertainment Poland - Formatos: CD, LP, descarga digital | 1    | - POL: 50,000+ | - POL: Platino    |
| W spodniach czy w sukience?                                               | - Lanzamiento: 16 de junio de 2008 - Sello: Sony BMG Music Entertainment Poland - Formatos: CD, LP, descarga digital   | 1    | - POL: 50,000+ | - POL: Platino    |
| Ania Movie                                                                | - Lanzamiento: 2 de abril de 2010 - Sello: Sony Music Entertainment Poland - Formatos: CD(+CD), LP, descarga digital   | 1    | - POL: 60,000+ | - POL: Platino    |
| Bawię się świetnie                                                        | - Lanzamiento: 19 de octubre de 2012 - Sello: Jazzboy Records - Formatos: CD(+CD), LP, descarga digital                | 2    | - POL: 30,000+ | - POL: Platino    |
| Dla naiwnych marzycieli                                                   | - Lanzamiento: 4 de marzo de 2016 - Sello: Sony Music Entertainment Poland                                             | 1    | - POL: 60,000+ | - POL: 2× Platino |
| "—" denota una grabación que no se trazó o no se lanzó en ese territorio. | |      |                |                   |

### EPs
| Título    | Detalles                                                                   |
| --------- | -------------------------------------------------------------------------- |
| Live      | - Lanzamiento: 10 de abril de 2010 - Sello: Jazzboy Records - Formatos: CD |
| Bang Bang | - Lanzamiento: 10 de abril de 2010 - Sello: Jazzboy Records - Formatos: CD |

### Álbumes recopilatorios
| Título      | Detalles                                                                                    |
| ----------- | ------------------------------------------------------------------------------------------- |
| The Best of | - Lanzamiento: 10 de noviembre de 2017 - Sello: Sony Music Entertainment - Formatos: CD, LP |

### Videos musicales
| Año  | Título                            | Director                        | Álbum                                       |
| ---- | --------------------------------- | ------------------------------- | ------------------------------------------- |
| 2004 | "Tego chciałam"                   | Bo Martin                       | Samotność po zmierzchu                      |
| 2004 | "Glory"                           | Iza Poniatowska                 | Samotność po zmierzchu                      |
| 2004 | "Nie ma nic w co mógłbyś wierzyć" | Marta Pruska                    | Samotność po zmierzchu                      |
| 2006 | "Trudno mi się przyznać"          | Kama Czudowska and Miguel Nieto | Kilka historii na ten sam temat             |
| 2007 | "Musisz wierzyć"                  | Adrian Panek                    | Kilka historii na ten sam temat             |
| 2008 | "Nigdy więcej nie tańcz ze mną"   | Ania Dąbrowska                  | W spodniach czy w sukience?                 |
| 2008 | "W spodniach czy w sukience"      | Ania Dąbrowska                  | W spodniach czy w sukience?                 |
| 2009 | "Smutek mam we krwi"              | Ania Dąbrowska and Bo Martin    | W spodniach czy w sukience?                 |
| 2009 | "Nigdy nie mów nigdy"             | Mirosław Kuba Brożek            | Nigdy nie mów nigdy (soundtrack)            |
| 2010 | "Bang Bang"                       | 2 DajREKTORS                    | Ania Movie                                  |
| 2010 | "Silent Sigh"                     | Bo Martin                       | Ania Movie                                  |
| 2012 | "Bawię się świetnie"              | Marta Pruska                    | Bawię się świetnie                          |
| 2013 | "Jeszcze ten jeden raz"           | Artur Faryna                    | Bawię się świetnie                          |
| 2016 | "W głowie"                        | Ania Dąbrowska                  | Dla naiwnych marzycieli                     |
| 2016 | "Poskładaj mnie"                  | Małgorzata Suwała               | Dla naiwnych marzycieli                     |
| 2017 | "Porady na zdrady (Dreszcze)"     | Mirosław Kuba Brożek            | Porady na zdrady (soundtrack) / The Best of |
| 2017 | "Nieprawda"                       | Grupa 13                        | The Best of                                 |
| 2018 | "Serce nie sługa"                 | Pascal Pawliszewski             | Serce nie sługa (soundtrack)                |
| 2019 | "Lęk"                             | Sebastian Graboś                | Out                                         |

### Otras apariciones
| Canción(es)                                                                  | Año  | Álbum                                        |
| ---------------------------------------------------------------------------- | ---- | -------------------------------------------- |
| "Nothing Is Forever" "Now" "Eyes Without a Face" "So Close to Say I'm Happy" | 2006 | Silver Rocket – Unhappy Songs                |
| "I Say a Little Prayer"                                                      | 2006 | Gala duetów (V/A)                            |
| "W biegu"                                                                    | 2006 | Liroy – L Niño vol. 1                        |
| "Płyń"                                                                       | 2007 | Jacek Lachowicz – Za morzami                 |
| "Bonnie & Clyde"                                                             | 2007 | Tomasz Makowiecki – Ostatnie wspólne zdjęcie |
| "Johnny and Mary"                                                            | 2009 | Nouvelle Vague – 3                           |
| "Nigdy nie mów nigdy"                                                        | 2009 | Nigdy nie mów nigdy (soundtrack)             |
| "Babskie gad-anie"                                                           | 2011 | Ania Rusowicz – Mój Big-Bit                  |
| "Niebieski parasol"                                                          | 2012 | Kielich – Dziecko szczęścia                  |
| "Waitin'"                                                                    | 2012 | June – July Stars                            |
| "Leather and Lace"                                                           | 2013 | L.Stadt – You Gotta Move                     |
| "On ciągle walczył"                                                          | 2017 | Krzysztof Krawczyk – Duety                   |